# Otonycteris hemprichii
Otonycteris hemprichii és una espècie de ratpenat de la família dels vespertiliònids. Viu a Afganistan, Algèria, Egipte, l'Iran, Israel, Jordània, el Kazakhstan, Líbia, Marroc, el Níger, Oman, Qatar, Aràbia Saudita, el Sudan, Síria, Tadjikistan, Tunísia, Turquia, Turkmenistan, Emirats Àrabs Units i l'Uzbekistan. El seu hàbitat natural és el desert i semi-desert de la regió paleàrtica. El seu hàbitat és xeròfil, amb escassa vegetació i rocosa. No hi ha amenaces significatives per a la supervivència d'aquesta espècie, excepte l'ús de pesticides.